# Real Club Náutico de Castellón
El Real Club Náutico de Castellón se sitúa en Castellón de la Plana, concretamente el distrito del Grao, en la provincia de Castellón (Comunidad Valenciana, España). Pertenece a la Asociación Española de Clubes Náuticos.

## Historia
Fue fundado en 1932 como Club Náutico de Castellón, y en 2000, con motivo de la celebración de la 4ª edición de la Regata Costa Azahar, el rey Juan Carlos I aceptó la presidencia de honor del club, pasando éste a ostentar la denominación de "Real".

## Regatas
Organiza anualmente la Regata Costa Azahar, cuya primera edición se disputó entre Oropesa y Castellón en 1997, organizada por el Club Náutico de Oropesa del Mar.

## Instalaciones
El Club cuenta con 250 amarres deportivos, para una eslora máxima permitida de 16 metros, siendo su calado en bocana de 8 m, todos ellos con servicio de combustible, agua, electricidad y grúa. En tierra, ofrece a sus socios gimnasio, piscina, restaurante y bar, comedor, salas de juntas y televisión, salón social, y vestuarios.